# Squamopappus
Squamopappus là một chi thực vật có hoa trong họ Cúc (Asteraceae).

## Loài
Chi Squamopappus gồm các loài: